# Scuola Pitagora Basket
La Scuola Pitagora Basket è stata una società italiana di pallacanestro femminile con sede a Pescara.
Giocava nella Palestra Comunale di via Elettra a Pescara. Ha disputato undici stagioni in Serie A1 e un'edizione di Coppa Ronchetti.

## Cronistoria
| Cronistoria della Scuola Pitagora Basket |
| --- |
| - 1977-1978 · 6ª nel Girone B di Serie A, 5ª nella Poule salvezza. - 1978-1979 · 7ª nel Girone A di Serie A, 3ª nella Poule salvezza. - 1979-1980 · 6ª nel Girone A di Serie A, 6ª nella Poule salvezza, retrocessa in Serie A2. - 1980-1981 · Varta, 1ª nel Girone B di Serie A2, promossa in Serie A1. - 1981-1982 · Varta, 5ª nel Girone A di Serie A1, 3ª nella Poule salvezza. - 1982-1983 · Varta, 7ª nel Girone A di Serie A1, 4ª nella Poule recupero. - 1983-1984 · GGS, 7ª nel Girone B di Serie A1, 4ª nella Poule recupero. - 1984-1985 · Despar, 6ª nel Girone B di Serie A1, 3ª nella Poule recupero. - 1985-1986 · Despar, 7ª nel Girone B di Serie A1, 7ª nella Poule recupero, retrocessa in Serie A2. - 1986-1990 · - 1990-1991 · 1ª nel Girone Sud di Serie A2, vince i play-off, promossa in Serie A1. - 1991-1992 · 7ª in Serie A1, quarti di finale play-off. - 1992-1993 · 7ª in Serie A1, quarti di finale play-off. Quarti di finale di Coppa Ronchetti. - 1993-1994 · 16ª in Serie A1, retrocessa in Serie A2, rinuncia all'iscrizione. |